# Деварая II Сангама
Деварая II Сангама (*д/н —1446) — магараджахіраджа (цар царів) Віджаянагарської імперії у 1423–1446 році.

## Життєпис
Походив з династії Сангама. після смерті свого батька Віри Віджая у 1423 році зайняв трон. Того ж року зазнав нападу з боку Ахмед-шаха, султана Бахмані. Його землі були спустошені, проте Деварая II витримав облогу Віджаянагара. Зрештою уклав мир з султанам, сплативши данину.
Відбивши напад ворога вирішив розпачату походи проти ворогів на північному сході півострова. У 1427 вдерся до Орісси, де переміг рід Гаджапаті, у 1432 році зумів розбити рід Кондавіду, захопивши його землі. У 1436 та 1441 роках намагався підкорити державу Редді (уздовж Бенгальської затоки в Андхра-Прадеш).
Після смерті у 1435 році свого ворога султана Ахмед-шаха правитель Віджаянагара розпочав активну зовнішню політику на північному заході. У 1436 роцізумів відбити у бахманідів фортецю Мудгал. Водночас провів реформу кінноти, прийняв на службу мусульман, надавши їм джагіри (феодальні маєтності). Після цього у 1443 році розпочав нову війну проти Бахманідського султанату, намагаючись захопити райчурську долину. Спочатку Деварая II домігся деякого успіху, втім султан Ала-уд-дін Ахмед завдав поразки віджаянагарським військам й змусив відступити з Райчура.
Невдачі в цьому напрямку спонукали магараджахіраджу поновити наступ на півдні. Була підкорена область Керала, а саморини міст Малабарського узбережжя визнали себе васалами. також успішним був похід до о. Шрі-Ланка, де деварая II отримав значний викуп. Зрештою увесь південь Індостану опинився під його владою. При цьому були встановлені дружні та торговельні стосунки з державами Пегу та Ава (сучасна М'янма).
Разом з військовими походами Деварая II приділяв значну увагу розвитку економіки, наповненю державної скарбниці. Окрім розвитку сільського господарства, налагодженню помірного опадкування, велике значення приділялося поліпшеню зовнішньої торгівлі. Для цього магараджахіраджею було впроваджено посаду чиновника, який займався саме цим питанням.
Після смерті у 1446 році Девараї II трон успадкував його син Віра Деварая.

## Творчість
Деварая II був покровитель науки, мистецтва та літератури. В цей час швидкими темпами розбудовується столиця імперії, зводяться численні індуїстські храми й навіть мечеті. При дворі володаря творили поети та письменники. Сам магараджахіраджа сприяв розвитку літературної мови каннада. Він був також поетом й письменником. Найвідомішою є збірка романтичних історій «Собагіна Соне» у формі розмови автора із дружиною.